# Triteledòntids
Els triteledòntids (Tritheledontidae) són una família de cinodonts de mida petita-mitjana. S'assemblaven molt als mamífers, i eren cinodonts altament especialitzats, tot i que encara conservaven alguns trets anatòmics reptilians. Descendien d'un teràpsid eucinodont basal, més o menys semblant a Cynognathus. Eren principalment carnívors o insectívors, tot i que algunes espècies podrien haver desenvolupat trets omnívors. El seu esquelet demostra que tenien una relació propera amb els mamífers. Alguns científics creuen que o bé els triteledòntids o bé els seus parents més propers donaren origen als mamífers primitius.